# Mekides Abebe
Mekides Abebe –en amhárico, መቅደስ አበበ– (29 de julio de 2001) es una deportista etíope que compite en atletismo.
Ganó una medalla de bronce en el Campeonato Mundial de Atletismo de 2022, en la prueba de 3000 m obstáculos. Participó en los Juegos Olímpicos de Tokio 2020, ocupando el cuarto lugar en la misma prueba.

## Palmarés internacional
| Campeonato Mundial | Campeonato Mundial      | Campeonato Mundial | Campeonato Mundial |
| Año                | Lugar                   | Medalla            | Prueba             |
| ------------------ | ----------------------- | ------------------ | ------------------ |
| 2022               | Eugene (Estados Unidos) | Medalla de bronce  | 3000 m obstáculos  |